# Комен (Нор)
Комен (фр. Comines) је насељено место у Француској у региону Север-Па д Кале, у департману Север.
По подацима из 2011. године у општини је живело 12.637 становника, а густина насељености је износила 788,83 становника/km².

## Демографија
| 1962. | 1968.  | 1975.  | 1982.  | 1990.  | 2011.  |
| ----- | ------ | ------ | ------ | ------ | ------ |
| 9.040 | 10.128 | 10.485 | 10.915 | 11.320 | 12.637 |